# NGC 6300
NGC 6300 (другие обозначения — ESO 101-25, VV 734, IRAS17123-6245, PGC 60001) — спиральная галактика с перемычкой (SBb) в созвездии Жертвенник.
Этот объект входит в число перечисленных в оригинальной редакции «Нового общего каталога».